# Ermita de Nuestra Señora de la Bastida
La ermita de Nuestra Señora de la Bastida es un templo católico situado a las afueras de la ciudad de Toledo, en el paraje homónimo de La Bastida.

## Antecedentes
Según Sixto Ramón Parro, en 1230 se establecieron en este lugar los monjes franciscanos, los cuales fundaron el primer convento de la ciudad. Se cree que permanecieron en este emplazamiento hasta que se trasladaron al monasterio de San Juan de los Reyes, ya dentro de las murallas de Toledo. Acorde a Abad Pérez, figura como primer guardián del templo el padre Alfonso Martín, que fue sucedido por fray Pedro Gallego, el cual llegó a ser ministro provincial de Castilla en 1236.

## Descripción
Su construcción se remontaría a finales del siglo XVI. En su interior hay una cueva donde llevó a cabo penitencias la beata Mariana de Jesús.
Jerónimo López de Ayala la describía en los siguientes términos:

Virgen de la Bastida..—Ermita situada como á media legua al O. de Toledo, sobre una eminencia que goza de excelentes vistas. Es santuario antiguo que formó parte de un convento ocupado por una comunidad franciscana desde mediados del siglo XIII hasta principios del XVI. Fábrica sencilla, de una sola nave, decorada con una veintena de cuadros. Casi frente a la entrada aparece la de un subterráneo ó caverna en que residió por algún tiempo, entregada á las más ásperas penitencias, la beata Mariana de Jesús.
(El Vizconde de Palazuelos, 1890, pp. 1164-1165)

El recinto cuenta con una iglesia de una sola nave, una sacristía y también algunas dependencias en torno a un patio central. La imagen de la virgen, que preside el retablo de estilo barroco, se realizó en 1942, con fragmentos de madera tallada y dorada, con una aureola de orfebrería que la enmarca con la firma del maestro Julio Pascual.
Es sede de la Cofradía-Esclavitud de Nuestra Señora de la Bastida y la Santa Cruz que se remonta documentalmente al año 1609. Cada segundo domingo de mayo celebra su romería.